# Japanischer Fußball-Supercup 2002
Der japanische Fußball-Supercup 2002 wurde am 23. Februar 2002 zwischen dem japanischen Meister 2001 Kashima Antlers und dem Kaiserpokal-Sieger 2001 Shimizu S-Pulse ausgetragen. Das Spiel fand im Nationalstadion in Tokio statt.
| Paarung         | Kashima Antlers – Shimizu S-Pulse |
| Ergebnis        | 1:1 (0:0), 4:5 i. E. |
| Datum           | 23. Februar 2002 um 14:48 Uhr |
| Stadion         | Nationalstadion, Tokio |
| Zuschauer       | 34.576 |
| Schiedsrichter  | Tōru Kamikawa |
| Tore            | 1:0 Masashi Motoyama (67.) 1:1 Takayuki Yokoyama (89.) Elfmeterschießen: 1:0 Fabiano 1:1 Kazuyuki Toda 2:1 Yasuto Honda 2:2 Daisuke Ichikawa 2:2 Yutaka Akita 2:3 Baron 3:3 Mitsuo Ogasawara 3:3 Kōhei Hiramatsu 4:3 Akira Narahashi 4:4 Alessandro Santos 4:4 Tomohiko Ikeuchi 4:5 Shōhei Ikeda |
| Kashima Antlers | Hitoshi Sogahata – Akira Narahashi, Yutaka Akita, Fabiano, Augusto – Kōji Kumagai, Kōji Nakata, Mitsuo Ogasawara, Masashi Motoyama (89. Tomohiko Ikeuchi) – Takayuki Suzuki, Atsushi Yanagisawa (82. Yasuto Honda) Cheftrainer: Toninho Cerezo ( Brasilien)                                      |
| Shimizu S-Pulse | Takaya Kurokawa – Shōhei Ikeda, Katsumi Ōenoki, Takuma Koga – Daisuke Ichikawa, Kazuyuki Toda, Yasuhiro Yoshida, Alessandro Santos, Kōhei Hiramatsu – Masaaki Sawanobori (83. Takayuki Yokoyama), Baron Cheftrainer: Zemunovic ( BR Jugoslawien)                                                 |
| Gelbe Karten    | Masashi Motoyama (43.), Mitsuo Ogasawara (42.), Koji Nakata (72.), Augusto (89.) – Alessandro Santos (8.), Katsumi Oenoki (27.), Kazuyuki Toda (56.), Masaaki Sawanobori (78.) |
| Platzverweise   | Koji Nakata (89.) – keine |

## Supercup-Sieger Shimizu S-Pulse
|  | Shimizu S-Pulse |
|  | - Tor: Takaya Kurokawa - Abwehr: Shōhei Ikeda; Katsumi Ōenoki; Takuma Koga - Mittelfeld: Daisuke Ichikawa; Kazuyuki Toda; Yasuhiro Yoshida; Alessandro Santos; Kōhei Hiramatsu - Angriff: Masaaki Sawanobori; Baron; Takayuki Yokoyama |
|  | Trainer: Zemunovic |